# Megapark Barakaldo

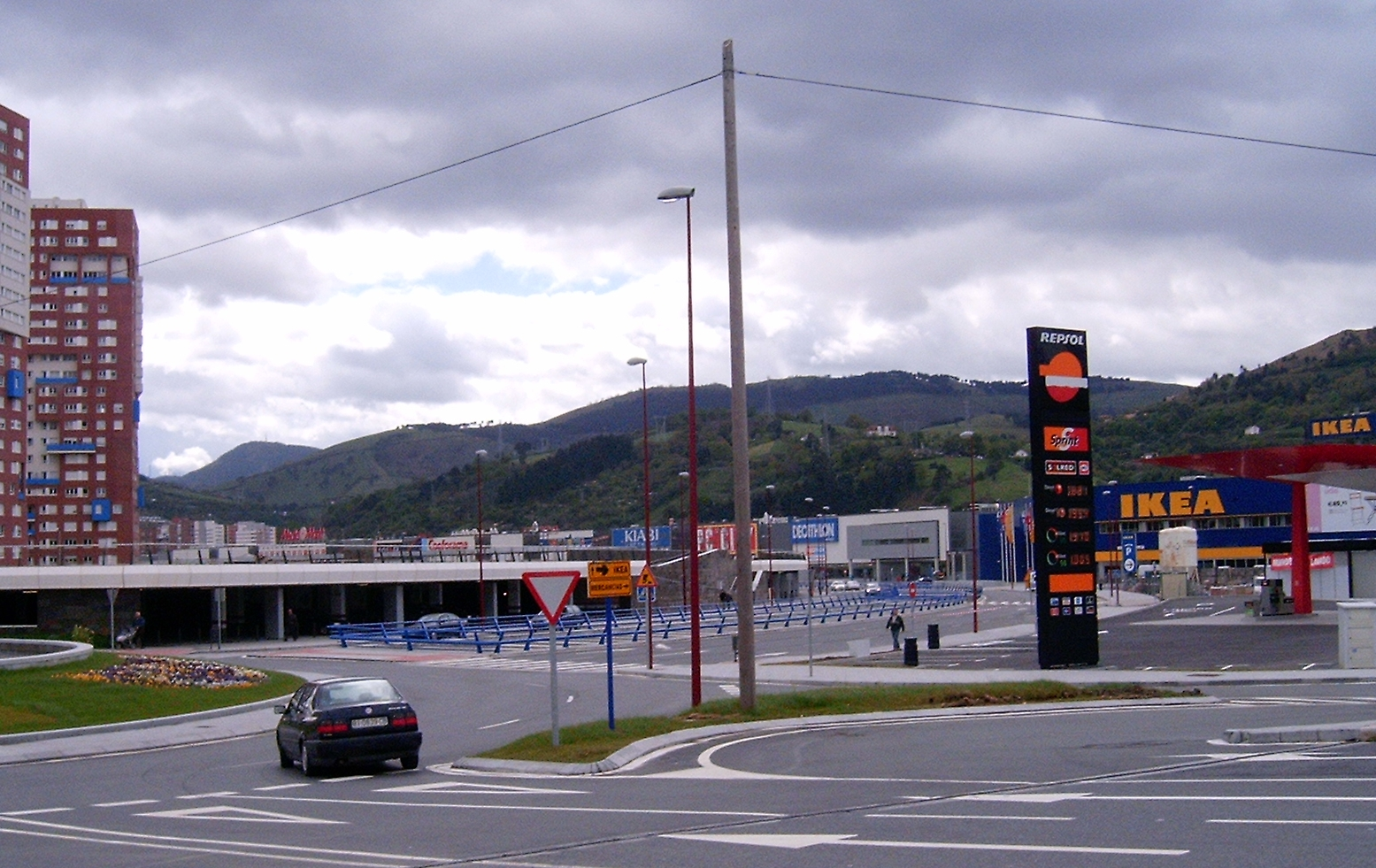
Vista desde uno de sus accesos

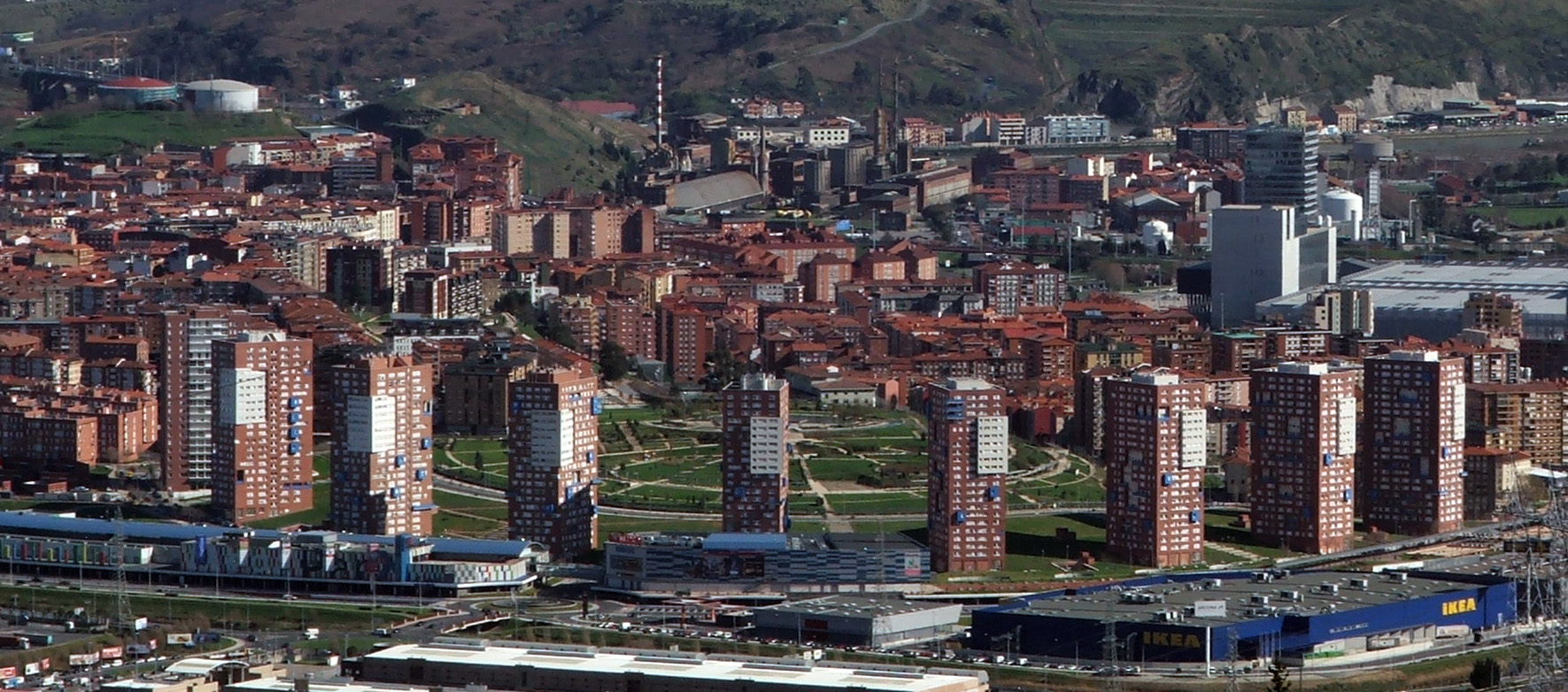
El centro comercial Megapark Barakaldo se encuentra en el barrio de San Vicente de Baracaldo

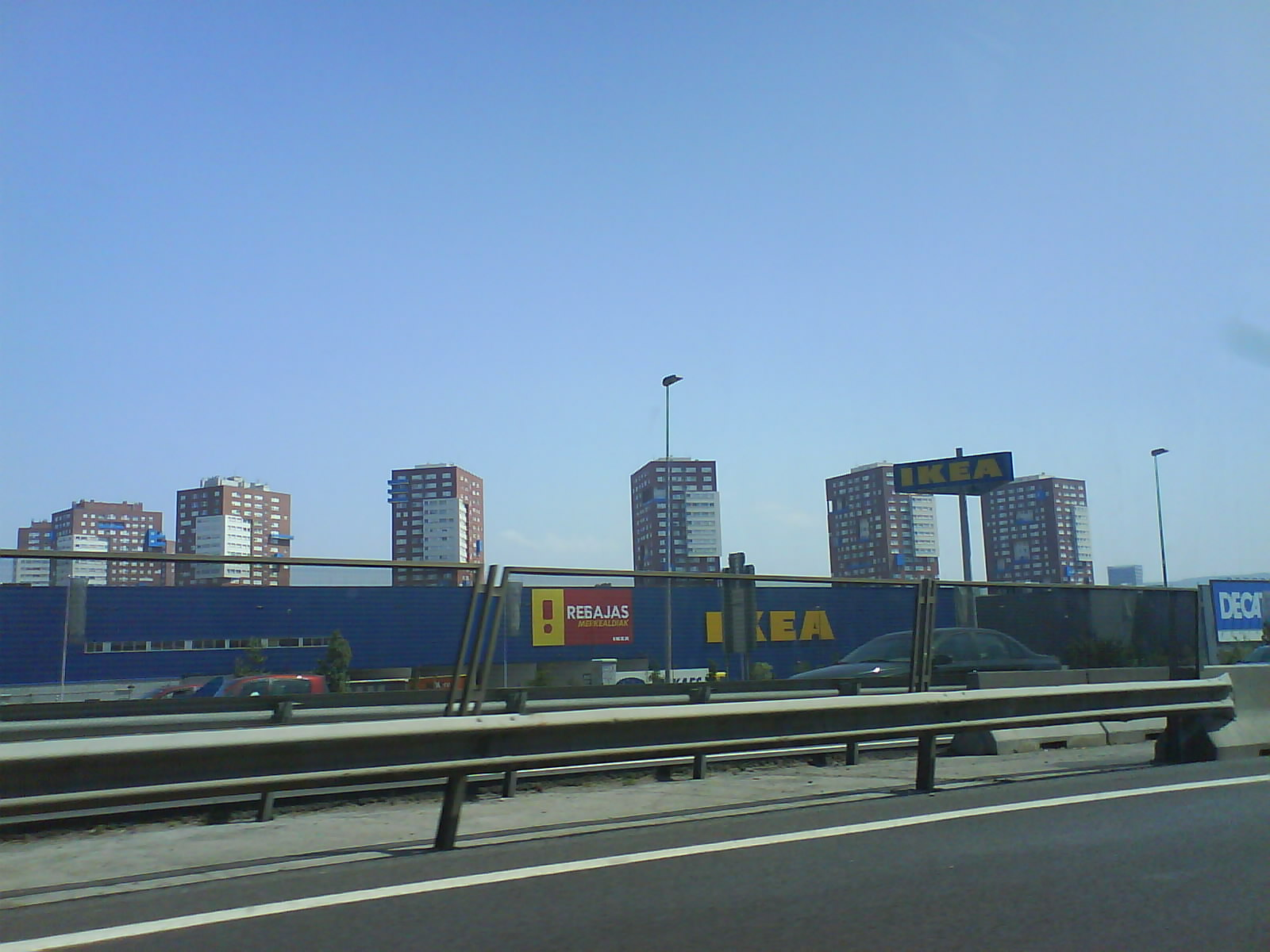
Vista de IKEA desde la A-8

Megapark Barakaldo es un parque comercial de la empresa Arcona Ibérica, situado en la anteiglesia de San Vicente de Baracaldo (Vizcaya), España. Inaugurado en el año 2004, el parque tiene actualmente 137 000 m² de superficie comercial y 128 000 m² de superficie bruta alquilable (SBA), por lo que es el centro comercial más grande de la cornisa cantábrica. Durante el año 2006 lo visitaron cerca de 15 millones de personas.
Junto con los locales comerciales, existen grandes zonas de parques y jardines (cerca de los que se encuentra el Jardín Botánico de Baracaldo), así como instalaciones deportivas e infantiles incluyendo la pista de coches de radio control más grande de España. Asimismo, hay un total de 7000 plazas de aparcamiento.

## Superficies
Dispone de 85 superficies:
- Adidas
- Adolfo Domínguez
- Antolin Joyeros
- Baileys
- Belros
- Boston
- Burger King
- Calvin Klein Jeans
- Calvin Klein Underwear
- Charanga
- Climbat
- Conforama
- Converse
- C&A
- Decathlon
- Desigual
- Don G
- Döner Kebab
- Eggo Kitchen
- El Corte Inglés
- El Dinámico
- Festina Group
- Fifty Factory
- Fitness Park
- Foodoo
- Forecast
- Forum Sport
- Futbol Emotion
- García
- Geox
- Gifi
- Guess
- Guresku
- Happy Dreams
- Home & Cook
- IKEA
- Jaslen
- Juguettos
- Kiabi
- Kiwoko
- Krunch
- La Tagliatella
- Leroy Merlin
- Levi's
- Lindt
- Lois

## Comunicaciones

### Carreteras
- A-8 E-70 Autovía del Cantábrico: salida 124 (Sestao-Cruces-Zorroza) y salida Baracaldo - Luchana (por BEC).
- N-634, por Retuerto y Kareaga.
- N-637, salida Luchana (por BEC).
- BI-3744, salida Megapark.

### Transporte público

#### Bizkaibus
- A3136 Bilbao - Cruces - Baracaldo - Santurtzi - Barrio San Juan (por Retuerto)
  - La parada Zuloko (Torres de San Vicente) está a 2 minutos andando y la parada San Vicente - Gernikako Arbola nº 38 está a 5 minutos andando.
- A3129 Luchana - Cruces - Santurce
- A3144 Bilbao - Cruces - Baracaldo (por Ugarte)
- A3336 Bilbao - Muskiz
  - La parada Kareaga - Villa Castaños nº 65 (junto a la rotonda de Merkamueble) está a 5 minutos andando.
- A3141 Cruces - Bagatza - Valle de Trápaga (Funicular)[2]

#### Metro Bilbao
- Ansio, se encuentra a 10 minutos andando.
- Bagatza, se encuentra a 15 minutos andando.

## Críticas
- Supuso el relleno del humedal de Zuloko-Ibarreta.[3]
- El Tribunal Supremo declaró ilegal la ocupación de una finca para construir Megapark Barakaldo.[4]
- Ha sido señalado en protestas contra el consumismo y las grandes infraestructuras.[5]
- Al igual que a otros centros comerciales situados en el extrarradio de ciudades se le critica la necesidad y fomento del uso de coche particular.[6]